# 6 Pułk Strzelców (Imperium Rosyjskie)
6 pułk strzelców (ros. 6-й стрелковый полк) – pułk piechoty Armii Imperium Rosyjskiego.

## Charakterystyka
Sformowany 30 marca 1835. Stacjonował między innymi w m. Kielce.

 W przededniu I wojny światowej pułk etatowo posiadał dwa bataliony po cztery kompanie oraz kompanię tyłową. Kompania piechoty czasu wojny liczyła około 240 żołnierzy i 4–5 oficerów. Na szczeblu pułku występował także pododdział karabinów maszynowych (8 km), łączności (w tym 14 konnych gońców i 21 telefonistów) i zwiadowczy (64 zwiadowców, w tym 4 kolarzy).
Wchodził w skład 2 Brygady Strzelców w Radomiu.

## Dowódcy pułku
- płk Edward Castellaz